# Heinrich II. (Arnsberg)
Heinrich II. († nach 1207) Graf von Arnsberg und Graf von Rietberg war Mitregent seines Vaters Heinrich I. und zeitweise auch seines Bruders Gottfried II. Während dieser nach der Abdankung des Vaters der eigentliche Regent der Grafschaft Arnsberg wurde, wurde Heinrich wahrscheinlich Graf von Rietberg.

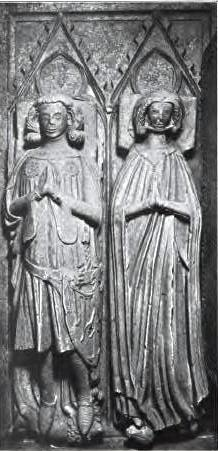
Grabmal von Heinrich II. und Ermengade

## Leben
Beide Brüder erschienen urkundlich zusammen mit dem Vater 1175 bei der Überlassung eines Hauses zu Gunsten des Klosters Liesborn. Sie müssen zu diesem Zeitpunkt also schon erwachsen gewesen sein. In den folgenden Jahren trat er ohne Gottfried in den Urkunden seines Vaters auf. Im Jahr 1179 wurde er in einer solchen nicht nur als Sohn seines Vaters, sondern ausdrücklich auch als Graf bezeichnet. Im Jahr 1180 gehörte er zu den Verfolgern von Heinrich dem Löwen. Danach wurde er, im Gegensatz zu seinem Bruder, nicht mehr als Teilnehmer kriegerischer Aktionen genannt. Seither trat Heinrich II. vor allem bei frommen Werken auf. Zusammen mit seinem Vater und seinem Bruder trat er etwa 1181 als Wohltäter von Kloster Liesborn auf. Die drei beurkundeten 1185 die zweite große Schenkung des Grafenhauses zu Gunsten von Stift Wedinghausen.
Noch im selben Jahr berichtete Gottfried II. in einer Urkunde für das Kloster Scheda davon, dass ihm sein Vater die Regierung übertragen habe und er dem Kloster in Erinnerung an den Sieg über fünf Grafen Stiftungen machte.
Dies erweckt den Anschein, als ob Gottfried nach dem Tod des Vaters allein geherrscht hätte. Diese Annahme trifft nicht ganz zu, da Heinrich II. in weiteren Urkunden zumindest mitbeteiligt an der Regierung gewesen sein muss. Auch wenn Heinrich I. seine Herrschaft aufgegeben hatte, war er 1187 auf dem von Friedrich I. abgehaltenen Reichstag in Worms anwesend. Dorthin begleitete ihn sein Sohn Heinrich, nicht aber Gottfried. Die beiden Brüder und der Vater tauchten danach bis mindestens 1193 noch gemeinsam in Urkunden auf. Danach gab es noch gemeinsame Urkunden der beiden Brüder.
Obwohl Heinrich in den Urkunden als Graf von Arnsberg bezeichnet wird, besteht kein Zweifel daran, dass sein Bruder Gottfried der eigentliche regierende Graf in Arnsberg war. Heinrich wurde nach der Abdankung des Vaters wahrscheinlich Graf von Rietberg. Wegen seiner Vorliebe für das Stift Wedinghausen hat er sich weiterhin überwiegend bei Arnsberg aufgehalten. Eine regelrechte Erbteilung hatte allerdings noch nicht stattgefunden. Diese folgte erst 1237.
Heinrich war verheiratet mit seiner Frau Ermengarde. Über deren familiären Hintergrund ist nichts bekannt. Unbekannt ist auch die Zahl seiner Kinder. Bekannt ist nur, dass er mehrere Nachkommen hatte. Zu diesen zählte auch Konrad I. von Rietberg.
Im Jahr 1203 stiftete Graf Heinrich II. für sich und seine Frau Ermengarde im Stift Wedinghausen ein Jahresgedächtnis. In der Urkunde werden die bisherigen Schenkungen an Wedinghausen von Vater und Bruder ausdrücklich bestätigt. In der Urkunde wird er als Graf von Arnsberg, Stifter und Sohn des Stifters der Kirche zu Wedinghausen genannt. Wegen seiner vielfältigen Zuwendungen hat ihn die dortige Prämonstratensergemeinschaft als zweiten Stifter angesehen. In dieser Urkunde stiftete er jährlich eine Mark Silber dafür, dass die Brüder für ihn und seine Frau jährlich an bestimmten Tagen und nach ihrem Tod an dem jeweiligen Sterbetag für das Seelenheil des Paars beten sollten. Außerdem erhielten sie die Erlaubnis des Abtes, dass beide wenn sie es wollten am Ende ihres Lebens in das Kloster zurückziehen dürften. Auch ein Begräbnis in Wedinghausen wurde dem Paar gewährt.
Im Jahr 1207 tritt er letztmals in einem Streit zwischen den Bürgern der Stadt Arnsberg und dem Stift Meschede als Schlichter auf. Über das Todesdatum ist nichts weiter bekannt.

## Grabmal
Das Paar wurde nach ihrem Tod im Kapitelhaus des Stifts in einem großen Steinsarkophag im frühgotischen Stil bestattet. Auf der Deckplatte sind Graf und Gräfin in Lebensgröße abgebildet. Der Graf wird in einer Rüstung dargestellt, seine Frau trägt ein kostbares Gewand. Beide haben die Hände gefaltet. Zu Füßen des Grafen ist ein Löwe, zu Füßen der Frau ein Hund als Sinnbilder für Stärke und Treue zu sehen.
Dass beide in weltlicher Kleidung dargestellt sind, deutet darauf hin, dass sie zum Lebensende doch nicht ins Kloster eingetreten sind.
Das Grabmal trägt die Inschrift:
„Hinricus Comes et Ermengardis Cometissa.

Quorum sunt ossa, monumenti condita fossa.

Hos Deus in regne, faciat gaudere superno.

Namque fuere loci, constants semper amici.“
Das Grabmal wurde wahrscheinlich in der Regierungszeit von Wilhelm von Arnsberg (1313–1338) geschaffen.